# كافرياجو
كافرياجو (بالإيطالية: Cavriago)‏ هي بلدية في مقاطعة ريدجو إميليا في إقليم إميليا رومانيا الإيطالي.

## السكان
في سنة 1861 بلغ عدد السكان 3٬331 نسمة، وتطور العدد ليصل في سنة 2011 لـ 9٬698 نسمة.
يظهر هذا المخطط البياني تطور النمو السكاني لـ كافرياجو

## توأمة
لكافرياجو اتفاقيات توأمة مع:
- بيندر